# 香港輕鐵720綫 (第二代)
香港輕鐵720綫（英語：Light Rail Route 720）是連接屯門兆康站和天水圍天榮站的單向香港輕鐵路綫，屬港鐵一部分，於2024年9月2日開辦。
與2003年停辦前之720綫不同，復辦之720綫只於上午7點46分從兆康站開出一班。
本綫只在星期一至五運行，週六、週日、學校假期和公眾假期不設服務。

## 歷史
- 2024年9月1日：舉辦特別開通典禮。
- 2024年9月2日：路綫正式投入服務。

## 外部連結
- 香港鐵路大典上的相关条目：輕鐵720綫